# Serhij Žurba
Serhij Mykolajovyč Žurba (in ucraino Сергі́й Микола́йович Журба́?; Kiev, 14 marzo 1987) è un giocatore di calcio a 5 ucraino.

## Carriera
Cresciuto nei settori giovanili di Dinamo Kiev e Lokomotyv Kiev, a 14 anni si converte al calcio a 5. Nel 2008 debutta con la nazionale maggiore andando immediatamente a segno contro l'Ungheria. Nello stesso anno viene convocato dalla nazionale maschile under 21 di calcio a 5 dell'Ucraina con cui partecipa al primo e unico campionato europeo di categoria; nella fase finale Žurba realizza due reti, contribuendo al raggiungimento della semifinale. Con l'Ucraina ha finora preso parte a quattro campionati europei e a tre Coppe del Mondo.

## Palmarès
- Campionato ucraino: 4
Lokomotyv Charkiv: 2012-13, 2013-14, 2014-15
HIT Kiev: 2022-23
- Coppa d'Ucraina: 1
Lokomotyv Charkiv: 2015-16
- Supercoppa ucraina: 3
Lokomotyv Charkiv: 2013, 2014, 2015